# Ху Хэпин
Ху Хэпин (кит. 胡和平, род. 24 октября 1962, Линьи, Шаньдун) — китайский государственный и политический деятель, министр культуры и туризма КНР с 11 августа 2020 года.
Ранее секретарь парткома КПК провинции Шэньси (2017—2020), губернатор провинции Шэньси (2016—2018), секретарь парткома КПК престижного Университета Цинхуа.
Член Центрального комитета Компартии Китая 19—20-го созывов.

## Биография
Родился 24 октября 1962 года в городском округе Линьи, провинция Шаньдун. В июне 1982 года вступил в Коммунистическую партию Китая.
С 1980 по 1986 год учился на факультете гидротехники и водохозяйственных сооружений Университета Цинхуа, по окончании которого получил специальность инженера в области орошения полей и использования водных ресурсов. С августа 1986 по март 1990 года — преподаватель кафедры гидротехники Университета, заместитель руководителя, руководитель партийной группы по работе со студентами факультета. С марта 1990 года — заместитель секретаря парткома КПК факультета гидротехники и водохозяйственных сооружений.
С сентября 1992 по сентябрь 1995 года — докторант факультета гражданского строительства Токийского университета по специальности «защита окружающей среды речных и водосборных бассейнов», доктор философии (PhD) по техническим наукам. С 1995 по декабрь 1996 года работал в отделе речного планирования японской проектной компании INA Co., Ltd.
В декабре 1996 года вернулся в Университет Цинхуа. Преподаватель факультета гидротехники и водохозяйственных сооружений (1996—1997), заместитель декана факультета (1997—2000), секретарь парткома КПК института гражданского и гидротехнического строительства Университета Цинхуа (2000—2002), заведующий организационным отделом парткома университета (2002—2003), начальник учебного отдела (2003), заведующий отделом кадров — начальник управления по развитию кадрового потенциала (2004), проректор и замсекретаря парткома университета по совместительству (2006). С декабря 2012 по ноябрь 2013 года — секретарь парткома КПК Университета Цинхуа в ранге заместителя министра.
В декабре 2013 года переведён заведующим организационным отделом — членом Постоянного комитета парткома КПК провинции Чжэцзян.
1 апреля 2016 года назначен исполняющим обязанности губернатора провинции Шэньси с совмещением поста заместителя секретаря парткома КПК провинции. На тот момент опыт работы Ху Хэпина в региональной политике составлял чуть более двух лет, что комментировалось аналитиками как его «стремительный взлёт». Утверждён в должности губернатора 27 апреля того же года на заседании Собрания народных представителей провинции.
29 октября 2017 года назначен на высшую региональную позицию секретаря (главы) парткома КПК провинции Шэньси.
В июле 2020 года отстранён от региональной политики с назначением секретарём парткома КПК Министерства культуры и туризма. В следующем месяце на 21-й сессии Постоянного комитета Всекитайского собрания народных представителей 13-го созыва утверждён в должности министра культуры и туризма КНР.